# 1102 Pepita
1102 Pepita är en asteroid i huvudbältet som upptäcktes den 5 november 1928 av den spanske astronomen Josep Comas i Solà vid Observatori Fabra i Barcelona. Dess preliminära beteckning var 1928 VA. Den fick sedan namnet efter femininformen av upptäckarens smeknamn, Pepito.
Pepitas senaste periheliepassage skedde den 23 januari 2019.[Uppdatering behövs] Beräkningar har gett vid handen att asteroiden har en rotationstid på 5,11 timmar.